# Березин, Никита Владимирович
Березин Никита Владимирович (род. 3 мая 1985 года, Москва) — российский политический деятель, руководитель аппарата фракции ЛДПР в Государственной думе, депутат Государственной Думы VII созыва, член ЛДПР.

## Биография
В 2009 году окончил Профессиональный институт юриспруденции.
В 2016 году работал в Аппарате Государственной Думы заместителем руководителя аппарата фракции ЛДПР, 2020 году работал руководителем аппарата фракции ЛДПР в Государственной думе.
20 мая 2020 года постановлением ЦИК РФ Н. В. Березину был передан вакантный мандат, освободившийся после назначения депутата от фракции ЛДПР Бориса Чернышова на должность заместителя руководителя Рособрнадзора.